# Општина Фантанеле (Телеорман)
Фантанеле (рум. Fântânele) општина је у Румунији у округу Телеорман.
Oпштина се налази на надморској висини од 84 m.

## Становништво

### Хронологија
| Година       | 2004 | 2005 | 2006 | 2007 | 2008 | 2009 | 2010 | 2011 | 2012 | 2013 | 2014 | 2015 | 2016 | 2017 |
| ------------ | ---- | ---- | ---- | ---- | ---- | ---- | ---- | ---- | ---- | ---- | ---- | ---- | ---- | ---- |
| Становништво | 1701 | 1706 | 1722 | 1711 | 1725 | 1721 | 1692 | 1668 | 1668 | 1649 | 1628 | 1596 | 1577 | 1554 |